# Frank L. Dunbar
Frank L. Dunbar (* 1860 auf dem Atlantischen Ozean; † 1945) war ein US-amerikanischer Attorney und Politiker (Republikanische Partei).

## Werdegang
Frank L. Dunbar wurde auf einem Schiff auf dem Atlantischen Ozean geboren. Seine Kindheit war vom Bürgerkrieg in den Vereinigten Staaten überschattet. Er besuchte die Schulen in der damals noch eigenständigen Stadt Brooklyn (New York). 1882 zog er nach Astoria (Oregon). Zunächst arbeitete er als Kassierer in einem Lebensmittelgeschäft. Dann war er als Buchhalter tätig. Von 1890 bis 1894 bekleidete er den Posten als County Recorder und von 1894 bis 1898 als County Clerk. Bei den Wahlen im Jahr 1898 wurde er zum Secretary of State von Oregon gewählt und in den Folgejahren wiedergewählt. Er bekleidete den Posten vom 9. Januar 1899 bis zum 14. Januar 1907. Dunbar wurde 1908 wegen Veruntreuung von 100.000 US-Dollar vom Bundesstaat Oregon für schuldig befunden. Er legte daraufhin Berufung ein. Das Oregon Supreme Court hob das Urteil auf und sprach ihn von allen Anklagepunkten frei.